# Реактивный институт
Реактивный научно-исследовательский институт (РНИИ, с 1937 - НИИ-3) — основан в 1933 году, став одним из первых в СССР научно-исследовательским учреждением, разрабатывавшим ракетную технику. В стенах института разработана ракетная установка «Катюша».

## История
РНИИ создан в Москве по приказу Реввоенсовета (РВС) № 0113 от 21.09.1933 года путём слияния московской Группы по изучению реактивного движения (ГИРД) (создана в 1931, руководитель С.П. Королёв) и ленинградской Газодинамической лаборатории (ГДЛ) (создана в 1921, руководитель И.Т. Клеймёнов) за подписью заместителя председателя Реввоенсовета СССР, начальника вооружения РККА  М.Н.Тухачевского в системе Народного комиссариата по военным и морским делам СССР (Наркомвоенмор). Первым руководителем института стал военинженер 1-го ранга Иван Терентьевич Клеймёнов, его заместителем — дивинженер Сергей Павлович Королёв (с 11 января 1934 года его сменит Георгий Эрихович Лангемак).
Постановлением Совета Труда и Обороны (СТО) № 104сс от 31 октября 1933 года за подписью Председателя СНК СССР В.М. Молотова организация РНИИ возлагалась на Наркомат тяжёлой промышленности СССР.
Поскольку под крышей одного института объединились военная ГДЛ и гражданская ГИРД, это сразу породило конфликты из-за лидерства и оценки перспектив развития.
В декабре 1936 года переименован в НИИ-3 Наркомата оборонной промышленности (с 1.1939 - Наркомат боеприпасов). В октябре 1941 года институт был эвакуирован в Свердловск.
Постановлением ГКО СССР от 15.07.1942 года преобразован в Государственный институт ракетной техники (ГИРТ) при СНК СССР.
18 февраля 1944 г. Государственный комитет обороны в связи с «нетерпимым положением, сложившимся с развитием реактивной техники в СССР» постановил «…Государственный институт реактивной техники при СНК СССР ликвидировать» и возложить решение этой задачи на Наркомат авиационной промышленности. Институт вошел в систему нового наркомата под именем НИИ-1.

## Организационная структура РНИИ
На начальном периоде РНИИ имел четыре тематических отдела:
- Первый отдел занимался разработкой двигателей и ракет на твёрдом топливе (Ю. А. Победоносцев, К. К. Глухарёв, Л. Э. Шварц);
- Второй отдел разрабатывал двигатели на жидком топливе (М. К. Тихонравов, А. И. Стеняев, А. Г. Костиков); Бригадами ЖРД — В. П. Глушко и Л. С. Душкин;
- Третий отдел занимался крылатыми ракетами (П. П. Зуйков): крылатыми ракетами — Е. С. Щетинков, реактивным стартом — В. И. Дудаков;
- Четвёртый отдел исследовал свойства твёрдых топлив (И. С. Александров);

## Разработки
За 10 лет существования института создано:
- Экспериментальные баллистические ракеты и двигатели к ним.
- 1938 — завершены войсковые испытания начатого ещё в 1929 году принципиально нового оружия — авиационных реактивных снарядов РС-82 и РС-132[10][11].
- 1939 — лётные испытания крылатой ракеты 212 с двигателем ОРМ-65
- 1940 — лётчик В. П. Фёдоров совершил полёт на РП-318, сконструированном в РНИИ
- 1941 — 17 июня на Софринском полигоне завершены войсковые испытания «Ракетной установки БМ-13 «Катюша» для внезапного мощного артиллерийского нападения на противника с помощью ракетных снарядов»[12].
- 1942 — лётчик-испытатель Г. Я. Бахчиванджи совершает полёт на БИ-1 — первом в СССР самолёте, оснащённым ЖРД. Двигатель был сконструирован в РНИИ.
- 1943—1944 — ряд других экспериментальных баллистических и крылатых ракет и двигателей к ним.
- 1942—1944 — попытка создать собственный ракетный самолёт, 302, закончилась неудачей (что и послужило основанием для ликвидации НИИ).

## Руководители (РНИИ — НИИ-3 — ГИРТ — НИИ-1)
- начальник[13] военинженер 1-го ранга Клеймёнов Иван Терентьевич (1933 - 1937)
- директор Слонимер Борис Михайлович (30.10.1937 - ноябрь 1940)
- директор Костиков Андрей Григорьевич (1940 - 1944)
- директор Федоров Петр Иванович (1944 - 1945)
- директор Бибиков Яков Львович (1945 - 1946)
- директор  Келдыш Мстислав Всеволодович (1946 - 1953; с 1953 г. — научный руководитель института)
- директор Константинов Владимир Николаевич  (1953 - 1961)

## РНИИ в лицах

### Учёные и инженеры
В РНИИ трудился целый ряд известных учёных и инженеров, среди которых Владимир Андреевич Артемьев, Владимир Петрович Ветчинкин, Иван Исидорович Гвай, Валентин Петрович Глушко, Клеймёнов Иван Терентьевич, Сергей Павлович Королёв, Георгий Эрихович Лангемак, Василий Николаевич Лужин, Арвид Владимирович Палло, Евгений Степанович Петров, Юрий Александрович Победоносцев, Борис Викторович Раушенбах, Михаил Клавдиевич Тихонравов, Ари Абрамович Штернфельд, Роман Иванович Попов, Борис Михайлович Слонимер.
- Победоносцев, Юрий Александрович (1907-1973)

### Предшественники из ГИРД и ГДЛ
- Тихомиров, Николай Иванович (1859-1930)

### Лётчики-испытатели
Изделия РНИИ испытывали:
- Бахчиванджи, Григорий Яковлевич (1908-1943)
- Фёдоров, Владимир Павлович (1915-1943)

## Награды и вознаграждения
- Орден Красной Звезды (1942) — за разработку новых видов вооружений.
- За огромный вклад в отечественную и мировую науку и технику в 1966 году кратерной цепочке (длиной 540 км) на обратной стороне Луны присвоено наименование «РНИИ».